# Фабијана (Пистоја)
Фабијана је насеље у Италији у округу Пистоја, региону Тоскана.
Према процени из 2011. у насељу је живело 52 становника. Насеље се налази на надморској висини од 393 м.